# Jean-Baptiste Simonnot
Pour les articles homonymes, voir Simonnot.
Jean-Baptiste Simonnot est un homme politique français né le 20 janvier 1770 à Bissey-la-Pierre (Côte-d'Or) et mort le 1er juillet 1847 à Châtillon-sur-Seine (Côte-d'Or).

## Biographie
Notaire à Châtillon-sur-Seine, il est député de la Côte-d'Or en 1815, pendant les Cent-Jours.

## Sources
- « Jean-Baptiste Simonnot », dans Adolphe Robert et Gaston Cougny, Dictionnaire des parlementaires français, Edgar Bourloton, 1889-1891 [détail de l’édition]